# 拉斯蒂·史密斯
拉斯蒂·史密斯（英語：Rusty Smith，1979年8月27日—），美国男子短道速滑运动员。他曾代表美国参加1998年、2002年和2006年冬季奥林匹克运动会短道速滑比赛，获得二枚铜牌。